# Instrumentalizm
Instrumentalizm (łac. instrumentum "narzędzie"), (filozof.) – współczesny kierunek filozoficzny będący odmianą pragmatyzmu. Według niego cała wiedza i wszelka działalność ludzka pełnią jedynie funkcje instrumentalne, czyli stanowią narzędzia (instrumenty) służące przystosowywaniu się do środowiska i opanowywaniu go.
Instrumentalizm uważany jest za późną odmianę pragmatyzmu, wyrażoną przez Johna Deweya. Głosił on program "powszechnej przebudowy" ustroju społecznego, w której nauka miała pełnić rolę instrumentu, służącego wprowadzaniu konkretnych zmian.

## Podstawowe założenia
Według instrumentalistów, cała wiedza i wszelka działalność ludzka (w tym działalność tak intelektualna, jak i praktyczna), są jedynie reakcjami na bodźce środowiska i pełnią jedynie funkcje instrumentów. Są narzędziami, służącymi człowiekowi do przystosowania się do swojego środowiska i opanowania go. Instrumentalizm głosi, że teorii naukowych i twierdzeń nie można oceniać z punktu widzenia ich prawdziwości lub fałszywości, ponieważ są jedynie regułami wnioskowania; intelektualnymi narzędziami porządkowania danych pochodzących z doświadczenia. Tak rozumiany instrumentalizm wywodzi się bezpośrednio z poglądów Deweya.

## Szersze rozumienie instrumentalizmu
Oprócz kierunku w filozofii, instrumentalizm może być także rozumiany szerzej – używanie pojęcia "instrumentalizm" w szerszym rozumieniu wywodzi się z pierwotnego oznaczenia poglądów Deweya. Tak więc instrumentalizm traktowany może być ogólnie jako praktyczny pogląd na teorię wiedzy, wedle którego o stopniu naukowości decyduje w stopniu dostatecznym przede wszystkim wysoki poziom użyteczności – pogląd taki reprezentowali m.in. Kartezjusz i Comte.
Instrumentalizm rozumiany jest także jako stanowisko w filozofii nauki, zgodnie z którym tezy teoretyczne są wyłącznie narzędziami rozwiązywania zagadnień, porządkowania faktów i ich przewidywaniach (m.in. Duhem)